# Henry Wilbur Palmer

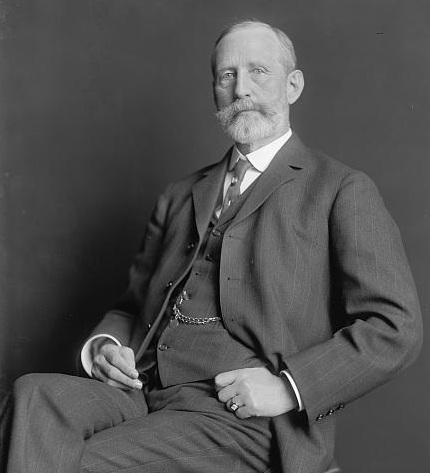
Henry Wilbur Palmer

Henry Wilbur Palmer (* 10. Juli 1839 in Clifford, Susquehanna County, Pennsylvania; † 15. Februar 1913 in Wilkes-Barre, Pennsylvania) war ein US-amerikanischer Politiker. Zwischen 1901 und 1911 vertrat er zweimal den Bundesstaat Pennsylvania im US-Repräsentantenhaus.

## Werdegang
Henry Palmer besuchte das Wyoming Seminary in Kingston und danach das Fort Edward Institute im Staat New York. Nach einem anschließenden Jurastudium an der National Law School in Poughkeepsie und seiner 1860 erfolgten Zulassung als Rechtsanwalt begann er in diesem Beruf zu arbeiten. Während des Bürgerkrieges war er in den Jahren 1862 und 1863 im Lohnbüro der Unionstruppen im besetzten New Orleans tätig. Politisch schloss er sich der Republikanischen Partei an. In den Jahren 1872 und 1873 nahm er als Delegierter an einem Verfassungskonvent seines Heimatstaates teil; von 1879 bis 1883 übte er das Amt des Attorney General von Pennsylvania aus.
Bei den Kongresswahlen des Jahres 1900 wurde Palmer im zwölften Wahlbezirk von Pennsylvania in das US-Repräsentantenhaus in Washington, D.C. gewählt, wo er am 4. März 1901 die Nachfolge des Demokraten Stanley Woodward Davenport antrat. Nach zwei Wiederwahlen konnte er bis zum 3. März 1907 drei Legislaturperioden im Kongress absolvieren. Seit 1903 vertrat er dort als Nachfolger von William Connell den elften Distrikt seines Staates. Im Jahr 1905 gehörte er zu den Abgeordneten, die mit der Durchführung eines Amtsenthebungsverfahrens gegen Bundesrichter Charles Swayne betraut waren. Bei den Wahlen des Jahres 1908 wurde Henry Palmer erneut im elften Bezirk von Pennsylvania in den Kongress gewählt, wo er als Nachfolger von John Thomas Lenahan zwischen dem 4. März 1909 und dem 3. März 1911 eine weitere Amtszeit verbringen konnte.
Nach dem Ende seiner Zeit im US-Repräsentantenhaus praktizierte Henry Palmer wieder als Anwalt. Er starb am 15. Februar 1913 in Wilkes-Barre.